# Coppa di Lega Italo-Inglese 1970
La Coppa di Lega Italo-Inglese 1970 fu la 2ª edizione dell'omonima competizione e fu vinta dal Bologna.

## Avvenimenti
La competizione fu disputata dalle squadre italiana e inglese rispettivamente vincitrici della Coppa Italia e della Coppa di Lega inglese, ovvero dal Bologna e dal Manchester City.
Nell'ambito della competizione calcistica furono giocate due partite: la prima, disputata il 3 settembre 1970 allo Stadio Comunale di Bologna, fu vinta dalla squadra italiana per 1–0; la seconda fu giocata il 23 settembre allo Stadio Maine Road di Manchester e si concluse con un pareggio per 2-2. Il trofeo fu assegnato al Bologna al termine della seconda partita.

## Partecipanti
| Squadre         | Qualificazione                                | Partecipazioni precedenti |
| --------------- | --------------------------------------------- | ------------------------- |
| Bologna         | Vincitore della Coppa Italia 1969-1970        | —                         |
| Manchester City | Vincitore della Football League Cup 1969-1970 | —                         |

## Tabellino

### Andata
| Arbitro: | Smith |

|          |           |  |
| Rizzo 4’ | Marcatori |  |

| Bologna | Manchester City |

|                 |    |                    |  |     |
|                 |    |                    |  |     |
| P               | 1  | Giuseppe Vavassori |  |     |
| D               | 2  | Tazio Roversi      |  |     |
| D               | 3  | Mario Ardizzon     |  | 46’ |
| D               | 4  | Franco Cresci      |  |     |
| D               | 5  | Franco Battisodo   |  |     |
| C               | 6  | Ivan Gregori       |  |     |
| C               | 7  | Marino Perani      |  | 46’ |
| C               | 8  | Giacomo Bulgarelli |  |     |
| C               | 10 | Francesco Rizzo    |  |     |
| A               | 9  | Giuseppe Savoldi   |  |     |
| A               | 11 | Bruno Pace         |  |     |
| A disposizione: |    |                    |  |     |
| P               | 12 | Amos Adani         |  |     |
| D               | 13 | Roberto Prini      |  | 46’ |
| D               | 14 | Francesco Janich   |  |     |
| D               | 15 | Adriano Fedele     |  |     |
| C               | 16 | Francesco Liguori  |  |     |
| A               | 17 | Augusto Scala      |  | 46’ |
| A               | 18 | Giovanni Vastola   |  |     |
| Allenatore:     |    |                    |  |     |
| Edmondo Fabbri  |    |                    |  |     |

|             |    |                |  |
|             |    |                |  |
| P           | 1  | Joe Corrigan   |  |
| D           | 2  | Tony Book      |  |
| D           | 3  | Glyn Pardoe    |  |
| D           | 4  | Mike Doyle     |  |
| D           | 5  | Tommy Booth    |  |
| C           | 6  | Alan Oakes     |  |
| C           | 7  | Neil Young     |  |
| C           | 8  | Colin Bell     |  |
| A           | 9  | Francis Lee    |  |
| A           | 10 | Tony Towers    |  |
| A           | 11 | Mike Summerbee |  |
| Allenatore: |    |                |  |
| Joe Mercer  |    |                |  |

### Ritorno
| Arbitro: | Angonese |

|                    |           |                        |
| Lee 25’ Heslop 75’ | Marcatori | 16’ Perani 73’ Savoldi |

| Manchester City | Bologna |

|             |    |               |  |
|             |    |               |  |
| P           | 1  | Joe Corrigan  |  |
| D           | 2  | Tony Book     |  |
| D           | 3  | Glyn Pardoe   |  |
| D           | 4  | Mike Doyle    |  |
| D           | 5  | George Heslop |  |
| C           | 6  | Alan Oakes    |  |
| C           | 7  | Fred Hill     |  |
| C           | 8  | Colin Bell    |  |
| A           | 9  | Francis Lee   |  |
| A           | 10 | Neil Young    |  |
| A           | 11 | Tony Towers   |  |
| Allenatore: |    |               |  |
| Joe Mercer  |    |               |  |

|                 |    |                    |  |
|                 |    |                    |  |
| P               | 1  | Giuseppe Vavassori |  |
| D               | 2  | Roberto Prini      |  |
| D               | 3  | Mario Ardizzon     |  |
| D               | 4  | Franco Cresci      |  |
| D               | 5  | Francesco Janich   |  |
| C               | 6  | Ivan Gregori       |  |
| C               | 7  | Marino Perani      |  |
| C               | 8  | Francesco Rizzo    |  |
| C               | 10 | Francesco Liguori  |  |
| A               | 9  | Giuseppe Savoldi   |  |
| A               | 11 | Bruno Pace         |  |
| A disposizione: |    |                    |  |
| P               | 12 | Amos Adani         |  |
| D               | 13 | Tazio Roversi      |  |
| D               | 14 | Franco Battisodo   |  |
| D               | 15 | Adriano Fedele     |  |
| C               | 16 | Giacomo Bulgarelli |  |
| A               | 17 | Augusto Scala      |  |
| A               | 18 | Giovanni Vastola   |  |
| Allenatore:     |    |                    |  |
| Edmondo Fabbri  |    |                    |  |